# تخت خواجه بالا
تخت خواجه بالا، روستایی از توابع بخش مرکزی شهرستان ارزوئیه در استان کرمان ایران است.

## جمعیت
این روستا در دهستان ارزوئیه قرار دارد و براساس سرشماری مرکز آمار ایران در سال ۱۳۸۵، جمعیت آن ۲۱۵ نفر (۴۵خانوار) بوده‌است.